# Maritiem Reddings- en Coördinatiecentrum
Een Maritiem Reddings- en Coördinatiecentrum is een coördinatiecentrum en meldpunt voor incidenten op een bepaald stuk van een zee. De meeste gekende taak is de Opsporing en redding (Search and rescue (SAR)).

## Taken
Deze lijst van mogelijke taken kunnen soms bij een andere specifieke dienst zitten. 
- Opsporing en redding
- Olie en andere vervuiling
- Aansturen van de juiste kustwachtpartners (kustwacht, leger, politie, civiele bescherming, ...)
- Scheepvaartbegeleiding